# 阿特伍德 (阿拉巴馬州)
阿特伍德（英語：Atwood）是一個位於美國阿拉巴馬州富蘭克林縣的非建制地區。該地的面積和人口皆未知。

## 地理
阿特伍德的座標為34°21′38″N 87°59′42″W / 34.36055°N 87.99500°W，而該地最高點為海拔高度226米（即741英尺）。